# Bourg-du-Bost
Bourg-du-Bost [buʁ dy bo] est une commune française située dans le département de la Dordogne, en région Nouvelle-Aquitaine.

## Géographie

### Généralités
Dans le quart nord-ouest du département de la Dordogne, en Ribéracois, la commune de Bourg-du-Bost est située en rive gauche de la Dronne qui la borde au nord-est. C'est une commune rurale qui fait partie de l'aire d'attraction de Ribérac, zonage d’étude défini par l'Insee, qui a remplacé en 2020 l'aire urbaine de Ribérac qui n'incluait pas la commune.
À l'intersection des routes départementales (RD) 20, 100 et 100E1, le petit bourg de Bourg-du-Bost est situé, en distances orthodromiques, sept kilomètres à l'ouest-nord-ouest du centre-ville de Ribérac.
La commune est également desservie par la RD 20E4.

### Communes limitrophes
La commune est limitrophe de six communes dont une dans le département de la Charente. Son territoire est distant d'environ 500 mètres de ceux de Ribérac au sud-est et de Saint Privat en Périgord au sud-ouest.
| Petit-Bersac | Saint-Séverin (Charente) | Allemans                |
|              | Bourg-du-Bost            | Comberanche-et-Épeluche |
| Chassaignes  |                          | Vanxains                |

### Géologie et relief

#### Géologie
Situé sur la plaque nord du Bassin aquitain et bordé à son extrémité nord-est par une frange du Massif central, le département de la Dordogne présente une grande diversité géologique. Les terrains sont disposés en profondeur en strates régulières, témoins d'une sédimentation sur cette ancienne plate-forme marine. Le département peut ainsi être découpé sur le plan géologique en quatre gradins différenciés selon leur âge géologique. Bourg-du-Bost est située dans le troisième gradin à partir du nord-est, un plateau formé de calcaires hétérogènes du Crétacé.
Les couches affleurantes sur le territoire communal sont constituées de formations superficielles du Quaternaire datant du Cénozoïque et de roches sédimentaires du Mésozoïque. La formation la plus ancienne, notée c5c, date du Campanien 3, une alternance de marnes à glauconie et de calcaires crayo-marneux jaunâtres. La formation la plus récente, notée CFp, fait partie des formations superficielles de type colluvions indifférenciées de versant, de vallon et plateaux issues d'alluvions, molasses, altérites. Le descriptif de ces couches est détaillé dans  la feuille « no 757 - Ribérac » de la carte géologique au 1/50 000 de la France métropolitaine, et sa notice associée.

Carte géologique de Bourg-du-Bost.

#### Relief et paysages
Le département de la Dordogne se présente comme un vaste plateau incliné du nord-est (491 m, à la forêt de Vieillecour dans le Nontronnais, à Saint-Pierre-de-Frugie) au sud-ouest (2 m à Lamothe-Montravel). L'altitude du territoire communal varie quant à elle entre 47 m à l'extrême nord-ouest, en aval du lieu-dit Moulin de Ribérac, là où la Dronne quitte la commune et sert de limite entre celles de Petit-Bersac et de Saint-Séverin, et 115 ou 116 m, à l'extrême sud-est, près du lieu-dit Emboin,, en limite de la commune de Vanxains.
Dans le cadre de la Convention européenne du paysage entrée en vigueur en France le 1er juillet 2006, renforcée par la loi du 8 août 2016 pour la reconquête de la biodiversité, de la nature et des paysages, un atlas des paysages de la Dordogne a été élaboré sous maîtrise d’ouvrage de l’État et publié en octobre 2020. Les paysages du département s'organisent en huit unités paysagères et quatorze sous-unités. La commune est dans le Ribéracois, une région naturelle possédant un relief vallonné avec des altitudes moyennes comprises autour des 130-160 m, sculpté par la Dronne et ses nombreux affluents. Les paysages sont ondulés de grandes cultures dont les vastes horizons contrastent avec les paysages plus cloisonnés de la Dordogne,.
La superficie cadastrale de la commune publiée par l'Insee, qui sert de référence dans toutes les statistiques, est de 7,16 km2,,. La superficie géographique, issue de la BD Topo, composante du Référentiel à grande échelle produit par l'IGN, est quant à elle de 7,27 km2.

### Hydrographie

#### Réseau hydrographique
La commune est située dans le bassin de la Dordogne au sein du Bassin Adour-Garonne. Elle est drainée par la Dronne, le Vindou et par un petit cours d'eau,,, qui constituent un réseau hydrographique de 13 km de longueur totale,.
La Dronne, d'une longueur totale de 200,56 km, prend sa source dans la Haute-Vienne dans la commune de Bussière-Galant et se jette en rive droite de l'Isle — dont elle est le principal affluent — à Coutras en Gironde, au lieu-dit la Fourchée, face à la commune de Sablons,. Elle borde le territoire communal au nord sur quatre kilomètres et demi, face à Allemans, Comberanche-et-Épeluche et Saint-Séverin.
Son affluent de rive gauche le Vindou marque la limite communale sur près de deux kilomètres et demi à l'ouest, en quatre tronçons, face à Vanxains, Chassaignes et Petit-Bersac.

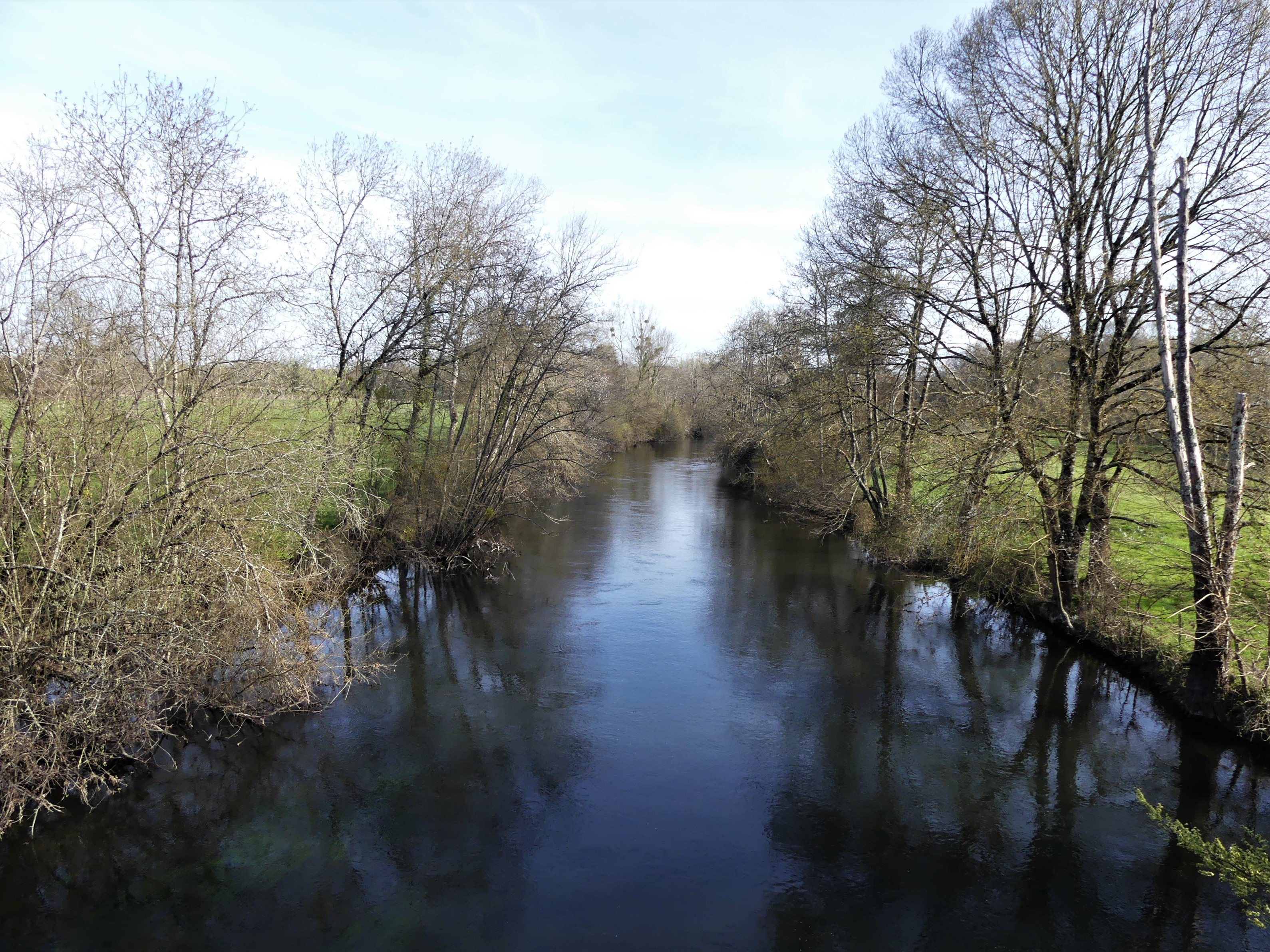
La Dronne en limite de Comberanche-et-Épeluche (à gauche) et Bourg-du-Bost (en rive opposée).
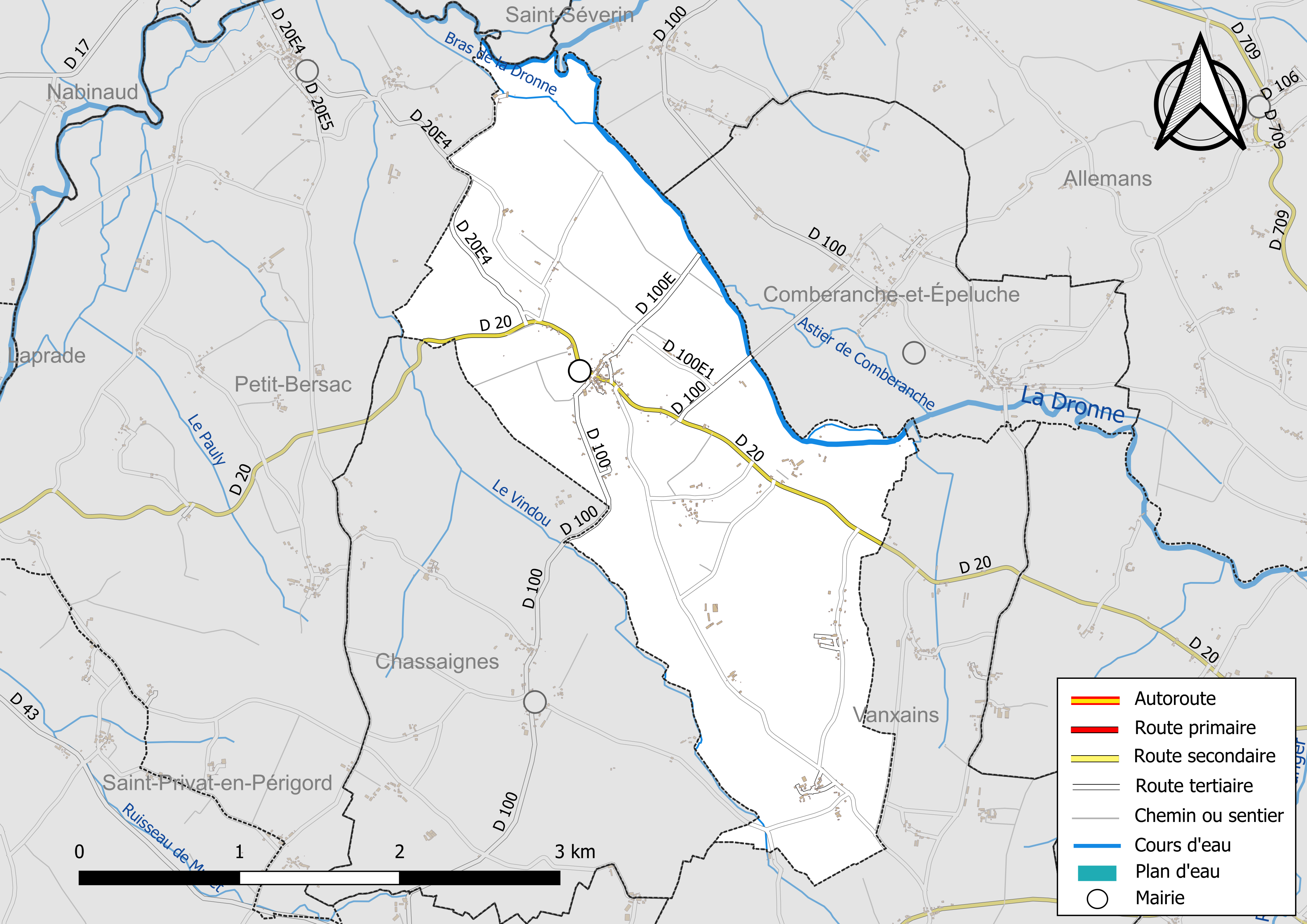
Réseaux hydrographique et routier de Bourg-du-Bost.

#### Gestion et qualité des eaux
Le territoire communal est couvert par le schéma d'aménagement et de gestion des eaux (SAGE) « Isle - Dronne ». Ce document de planification, dont le territoire regroupe les bassins versants de l'Isle et de la Dronne, d'une superficie de 7 500 km2, a été approuvé le 2 août 2021. La structure porteuse de l'élaboration et de la mise en œuvre est l'établissement public territorial de bassin de la Dordogne (EPIDOR). Il définit sur son territoire les objectifs généraux d’utilisation, de mise en valeur et de protection quantitative et qualitative des ressources en eau superficielle et souterraine, en respect des objectifs de qualité définis dans le troisième SDAGE  du Bassin Adour-Garonne qui couvre la période 2022-2027, approuvé le 10 mars 2022.
La qualité des eaux de baignade et des cours d’eau peut être consultée sur un site dédié géré par les agences de l’eau et l’Agence française pour la biodiversité.

### Climat
Pour des articles plus généraux, voir Climat de la Nouvelle-Aquitaine et Climat de la Dordogne.
Historiquement, la commune est exposée à un climat océanique aquitain.  
En 2020, Météo-France publie une typologie des climats de la France métropolitaine dans laquelle la commune est dans une zone de transition entre le climat océanique et le climat océanique altéré et est dans la région climatique  Aquitaine, Gascogne, caractérisée par une pluviométrie abondante au printemps, modérée en automne, un faible ensoleillement au printemps, un été chaud (19,5 °C), des vents faibles, des brouillards fréquents en automne et en hiver et des orages fréquents en été (15 à 20 jours).
Pour la période 1971-2000, la température annuelle moyenne est de 12,4 °C, avec  une amplitude thermique annuelle de 14,5 °C. Le cumul annuel moyen de précipitations est de 841 mm, avec 11 jours de précipitations en janvier et 6,7 jours en juillet. Pour la période 1991-2020, la température moyenne annuelle observée sur la station météorologique la plus proche, située sur la commune de Saint-Martin-de-Ribérac à 9 km à vol d'oiseau, est de 13,5 °C et le cumul annuel moyen de précipitations est de 916,6 mm,. Pour l'avenir, les paramètres climatiques de la commune estimés pour 2050 selon différents scénarios d’émission de gaz à effet de serre sont consultables sur un site dédié publié par Météo-France en novembre 2022.

## Urbanisme

### Typologie
Au 1er janvier 2024, Bourg-du-Bost est catégorisée commune rurale à habitat très dispersé, selon la nouvelle grille communale de densité à 7 niveaux définie par l'Insee en 2022.
Elle est située hors unité urbaine. Par ailleurs la commune fait partie de l'aire d'attraction de Ribérac, dont elle est une commune de la couronne,. Cette aire, qui regroupe 24 communes, est catégorisée dans les aires de moins de 50 000 habitants,.

### Occupation des sols
L'occupation des sols de la commune, telle qu'elle ressort de la base de données européenne d’occupation biophysique des sols Corine Land Cover (CLC), est marquée par l'importance des territoires agricoles (81,8 % en 2018), une proportion sensiblement équivalente à celle de 1990 (82,3 %). La répartition détaillée en 2018 est la suivante : 
- prairies (28,2 %),
- terres arables (27,7 %),
- zones agricoles hétérogènes (25,9 %),
- forêts (18,2 %). L'évolution de l’occupation des sols de la commune et de ses infrastructures peut être observée sur les différentes représentations cartographiques du territoire : la carte de Cassini (XVIIIe siècle), la carte d'état-major (1820-1866) et les cartes ou photos aériennes de l'IGN pour la période actuelle (1950 à aujourd'hui)[Carte 3].

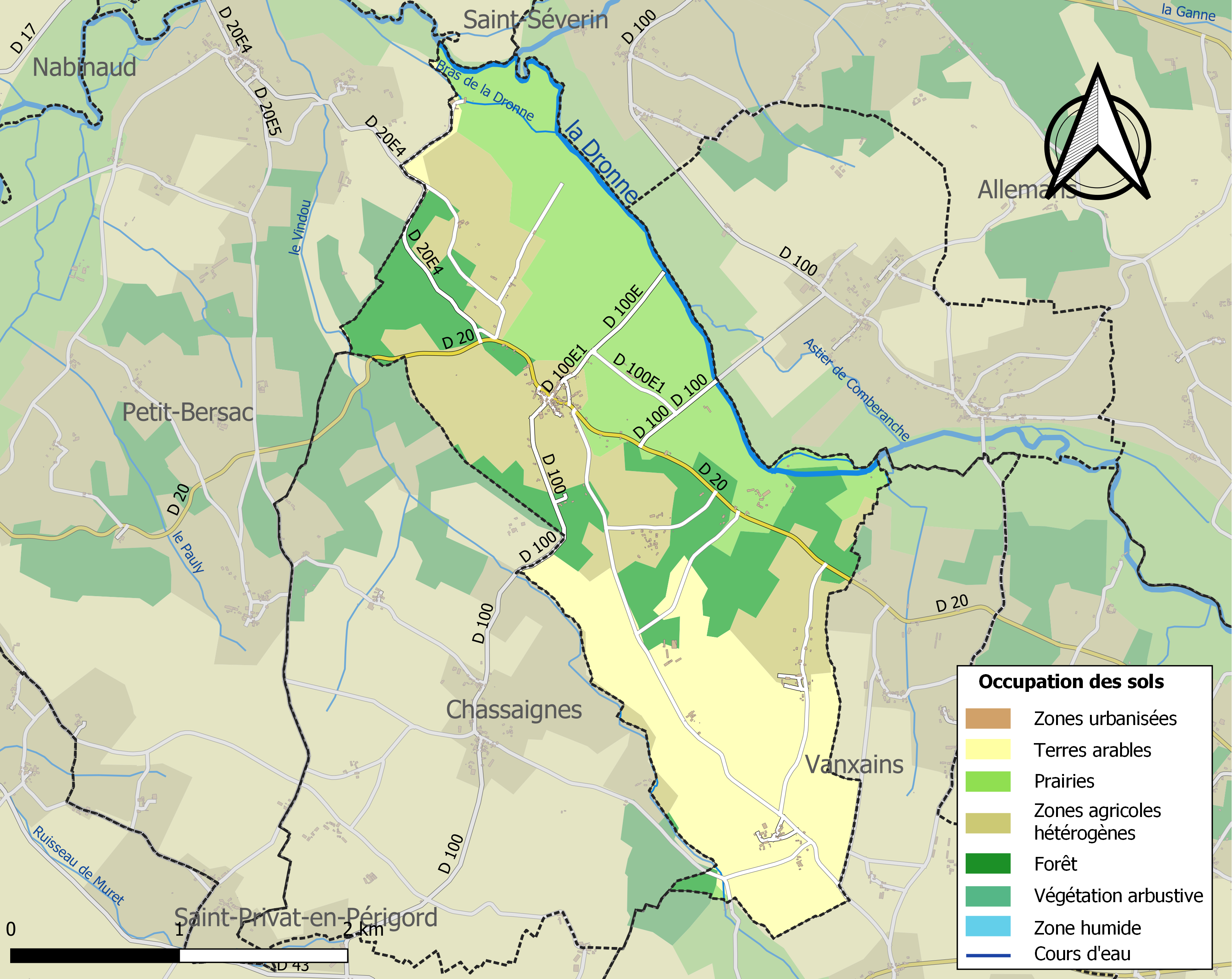
Carte des infrastructures et de l'occupation des sols de la commune en 2018 (CLC).

### Villages, hameaux et lieux-dits
Outre le bourg de Bourg-du-Bost proprement dit, le territoire se compose d'autres villages ou hameaux, ainsi que de lieux-dits :
- le Bain
- Bellevue
- Aux Biarnais
- la Bourgeade
- Chantemerle
- Charbonnière
- Derrière la Grange
- Emboin
- la Grande Bertinie
- la Grande Forêt
- les Grandes Terres
- la Lande
- la Maisonnette des Millaud
- les Millaud
- le Moulin de Bourgeade
- Moulin de Ribérac
- la Petite Bertinie
- la Peyrière
- le Pont Picaud
- le Pont du Soulier
- la Prairie
- Reminsignac
- Au Soulier
- la Terre de Reminsignac.

### Prévention des risques
Le territoire de la commune de Bourg-du-Bost est vulnérable à différents aléas naturels : météorologiques (tempête, orage, neige, grand froid, canicule ou sécheresse), inondations, feux de forêts, mouvements de terrains et séisme (sismicité faible). Un site publié par le BRGM permet d'évaluer simplement et rapidement les risques d'un bien localisé soit par son adresse soit par le numéro de sa parcelle.
Certaines parties du territoire communal sont susceptibles d’être affectées par le risque d’inondation par débordement de cours d'eau, notamment la Dronne et la Lizonne. La commune a été reconnue en état de catastrophe naturelle au titre des dommages causés par les inondations et coulées de boue survenues en 1982, 1983, 1988, 1993 et 1999,.
Bourg-du-Bost est exposée au risque de feu de forêt. L’arrêté préfectoral du 14 mars 2013 fixe les conditions de pratique des incinérations et de brûlage dans un objectif de réduire le risque de départs d’incendie. À ce titre, des périodes sont déterminées : interdiction totale du 15 février au 15 mai et du 15 juin au 15 octobre, utilisation réglementée du 16 mai au 14 juin et du 16 octobre au 14 février. En septembre 2020, un plan inter-départemental de protection des forêts contre les incendies (PidPFCI) a été adopté pour la période 2019-2029,.

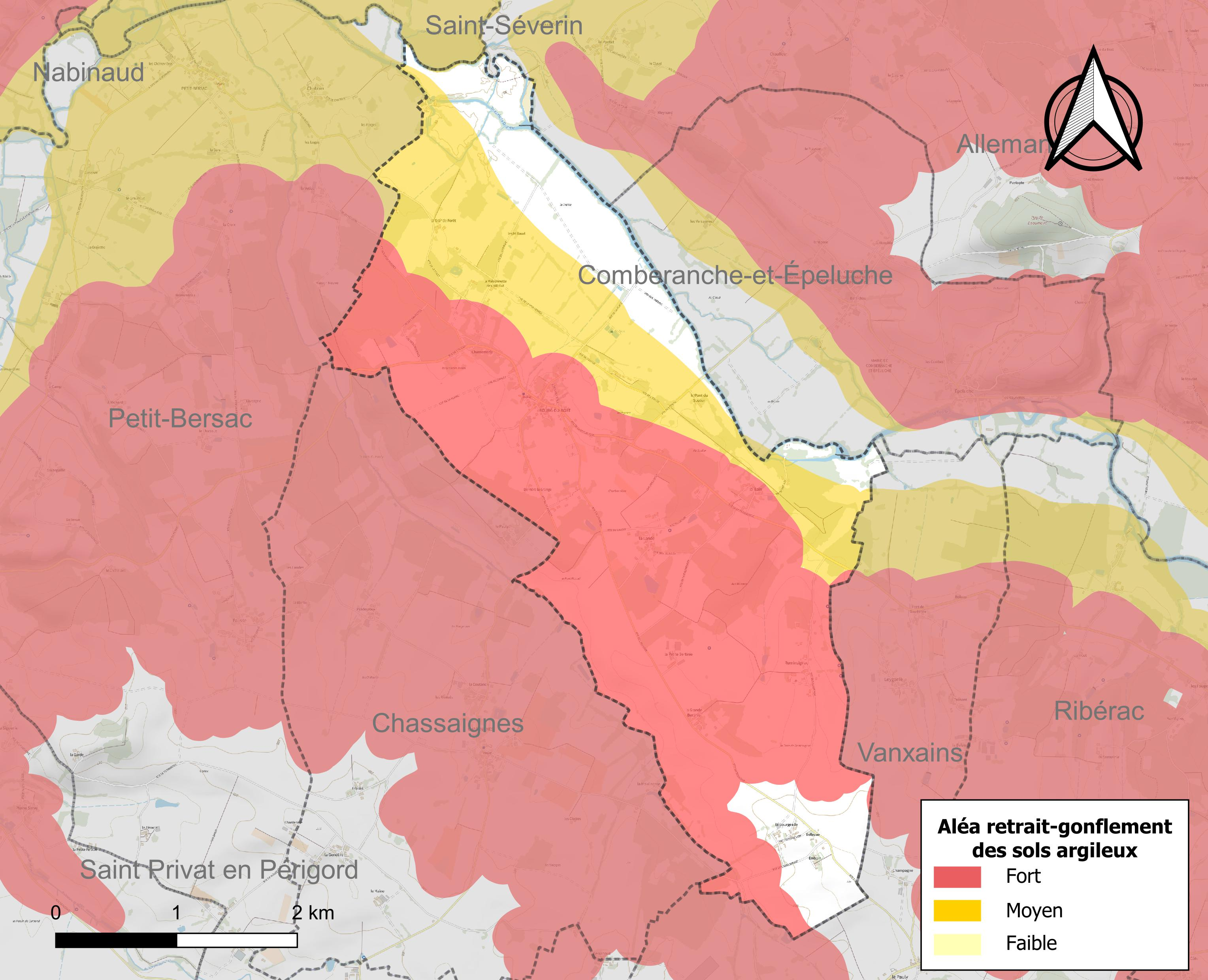
Carte des zones d'aléa retrait-gonflement des sols argileux de Bourg-du-Bost.

Les mouvements de terrains susceptibles de se produire sur la commune sont des tassements différentiels. Le retrait-gonflement des sols argileux est susceptible d'engendrer des dommages importants aux bâtiments en cas d’alternance de périodes de sécheresse et de pluie. 82,6 % de la superficie communale est en aléa moyen ou fort (58,6 % au niveau départemental et 48,5 % au niveau national métropolitain). Depuis le 1er octobre 2020, en application de la loi ÉLAN, différentes contraintes s'imposent aux vendeurs, maîtres d'ouvrages ou constructeurs de biens situés dans une zone classée en aléa moyen ou fort,.
La commune a été reconnue en état de catastrophe naturelle au titre des dommages causés par la sécheresse en 1989, 1992, 2003 et 2009 et par des mouvements de terrain en 1999.

## Toponymie
Alors que l'église de Bourg-du-Bost a été édifiée au XIIe siècle, les premières mentions écrites connues du lieu datent du siècle suivant sous les formes Vicus Nemoris de Bosc « village de la forêt » et Ecclesia de Bost « église de Bost » (cette dernière mention dans un registre),. En 1382, il est appelé Burgus Nemoris signifiant le « bourg du bois », tout comme son nom francisé actuel,.
La première partie du nom dérive du latin médiéval burgus qui correspondait à un hameau, puis ultérieurement à une localité ; Bost, tout comme son équivalent Bosc, proviennent du terme germanique °bosk signifiant « bois ».
En occitan, la commune porte le nom de Lu Borg dau Bòsc.

## Histoire
Le lieu a été occupé dès le XIIe siècle, période à laquelle a été bâtie l'église actuelle.
La commune a été créée lors de la Révolution française.
Un temple protestant a été édifié au sud-est du bourg au XIXe siècle puis a accueilli les locaux de la mairie en 1914, avant de devenir une salle des fêtes.
Bourg-du-Bost avait une gare sur la ligne de Ribérac à Parcoul - Médillac, ouverte aux voyageurs de 1906 à 1940.

## Politique et administration

### Rattachements administratifs et électoraux
Dès 1790, la commune de Bourg-du-Bost est rattachée au canton de Ribérac qui dépend du district de Ribérac jusqu'en 1795, date de suppression des districts. En 1801, ce canton dépend de l'arrondissement de Ribérac jusqu'en 1926, date à laquelle ce dernier est supprimé et ses communes rattachées à l'arrondissement de Périgueux.
Les rattachements de la commune au canton et à l'arrondissement ne sont pas modifiés lors de la réforme cantonale de 2014 applicable lors des élections départementales de mars 2015, ni lors de la réorganisation des limites d'arrondissement de janvier 2017.

### Intercommunalité
Bourg-du-Bost a d'abord fait partie de la communauté de communes du Ribéracois. Celle-ci est dissoute au 31 décembre 2013 et remplacée au 1er janvier 2014 par la communauté de communes du Pays Ribéracois, renommée en 2019 en communauté de communes du Périgord Ribéracois.

### Administration municipale
La population de la commune étant comprise entre 100 et 499 habitants au recensement de 2017, onze conseillers municipaux ont été élus en 2020,.

### Liste des maires
| Période                                  | Période        | Identité       | Étiquette | Qualité                                   |
| ---------------------------------------- | -------------- | -------------- | --------- | ----------------------------------------- |
| Les données manquantes sont à compléter. |                |                |           |                                           |
|                                          |                |                |           |                                           |
|                                          | août 1846      | Jean Audemard  |           |                                           |
| octobre 1846                             | 20 juin 1854   | Jean Dumas     |           | Chirurgien, membre de la Légion d'honneur |
| juillet 1854                             | septembre 1870 | Jean Dubreuilh |           | Officier de santé                         |
| octobre 1870                             |                | Moreau         |           |                                           |
|                                          |                |                |           |                                           |
| ?                                        | 1941           | Édouard Dubois |           | Révoqué par le Gouvernement de Vichy      |
|                                          |                |                |           |                                           |
| mars 2001                                | octobre 2012   | Claude Faguet  | SE        | Directeur d'une grande surface            |
| octobre 2012                             | novembre 2016  | Thierry Décima | SE        | Directeur d'agence bancaire               |
| novembre 2016                            | février 2017   | Janick Laville |           | Adjoint faisant fonctions de maire        |
| février 2017 (réélu en mai 2020)         | En cours       | Janick Laville |           |                                           |

## Équipements et services publics

### Justice
Dans le domaine judiciaire, Bourg-du-Bost relève : 
- du tribunal judiciaire, du tribunal pour enfants, du conseil de prud'hommes et du tribunal de commerce de Périgueux ;
- du pôle Nationalité du tribunal judiciaire de Périgueux (compétent uniquement dans le domaine de la nationalité) ;
- de la cour d'appel, du tribunal administratif et de la  cour administrative d'appel de Bordeaux.

## Population et société

### Démographie
L'évolution du nombre d'habitants est connue à travers les recensements de la population effectués dans la commune depuis 1793. Pour les communes de moins de 10 000 habitants, une enquête de recensement portant sur toute la population est réalisée tous les cinq ans, les populations de référence des années intermédiaires étant quant à elles estimées par interpolation ou extrapolation. Pour la commune, le premier recensement exhaustif entrant dans le cadre du nouveau dispositif a été réalisé en 2007.

En 2022, la commune comptait 237 habitants, en évolution de +3,49 % par rapport à 2016 (Dordogne : +0,37 %, France hors Mayotte : +2,11 %).
| 1793 | 1800 | 1806 | 1821 | 1831 | 1836 | 1841 | 1846 | 1851 |
| ---- | ---- | ---- | ---- | ---- | ---- | ---- | ---- | ---- |
| 486  | 473  | 470  | 536  | 452  | 430  | 452  | 459  | 453  |

| 1856 | 1861 | 1866 | 1872 | 1876 | 1881 | 1886 | 1891 | 1896 |
| ---- | ---- | ---- | ---- | ---- | ---- | ---- | ---- | ---- |
| 427  | 418  | 406  | 384  | 401  | 390  | 390  | 372  | 379  |

| 1901 | 1906 | 1911 | 1921 | 1926 | 1931 | 1936 | 1946 | 1954 |
| ---- | ---- | ---- | ---- | ---- | ---- | ---- | ---- | ---- |
| 340  | 344  | 318  | 271  | 262  | 246  | 225  | 261  | 229  |

| 1962 | 1968 | 1975 | 1982 | 1990 | 1999 | 2006 | 2007 | 2012 |
| ---- | ---- | ---- | ---- | ---- | ---- | ---- | ---- | ---- |
| 194  | 195  | 185  | 188  | 174  | 200  | 227  | 231  | 239  |

| 2017 | 2022 | - | - | - | - | - | - | - |
| ---- | ---- | - | - | - | - | - | - | - |
| 225  | 237  | - | - | - | - | - | - | - |

## Économie

### Emploi
En 2015, parmi la population communale comprise entre 15 et 64 ans, les actifs représentent 97 personnes, soit 41,6 % de la population municipale. Le nombre de chômeurs (dix-neuf) a presque triplé par rapport à 2010 (sept) et le taux de chômage de cette population active s'établit à 19,1 %.

### Établissements
Au 31 décembre 2015, la commune compte vingt établissements, dont neuf au niveau des commerces, transports ou services, quatre dans la construction, trois dans l'industrie, trois dans l'agriculture, la sylviculture ou la pêche, et un relatif au secteur administratif.

## Culture locale et patrimoine

### Lieux et monuments
- L'église paroissiale Notre-Dame-de-l'Assomption[62],[63] ou Notre-Dame[64], du XIIe siècle, et dont le clocher a été fortifié[64], est inscrite au titre des monuments historiques depuis 1947[63]. Des fresques des XVIe et XVIIe siècles y ont été mises au jour en 1979[65]. Le 8 septembre 2014, la foudre est tombée sur la girouette de l'église, endommageant en partie les toitures du clocher et de la nef[66].
- L'ancien temple protestant du XIXe siècle, qui a servi de mairie puis est devenu une salle des fêtes[48].
- Le pigeonnier de Reminsignac (ou Remensignac, nom d'un ancien repaire noble attesté en 1693[67]).
- Anciens tombeaux.

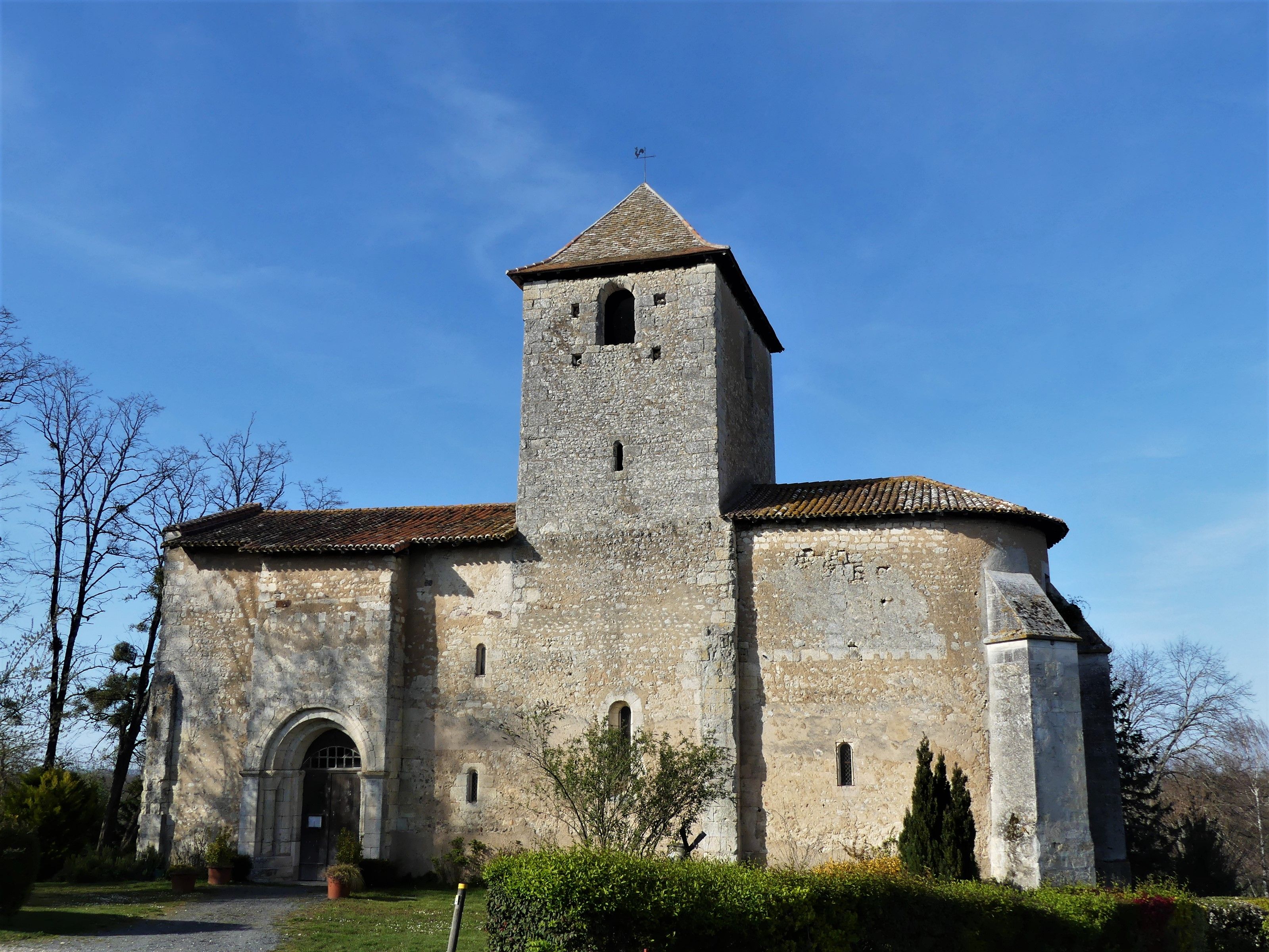
La façade sud de l'église.
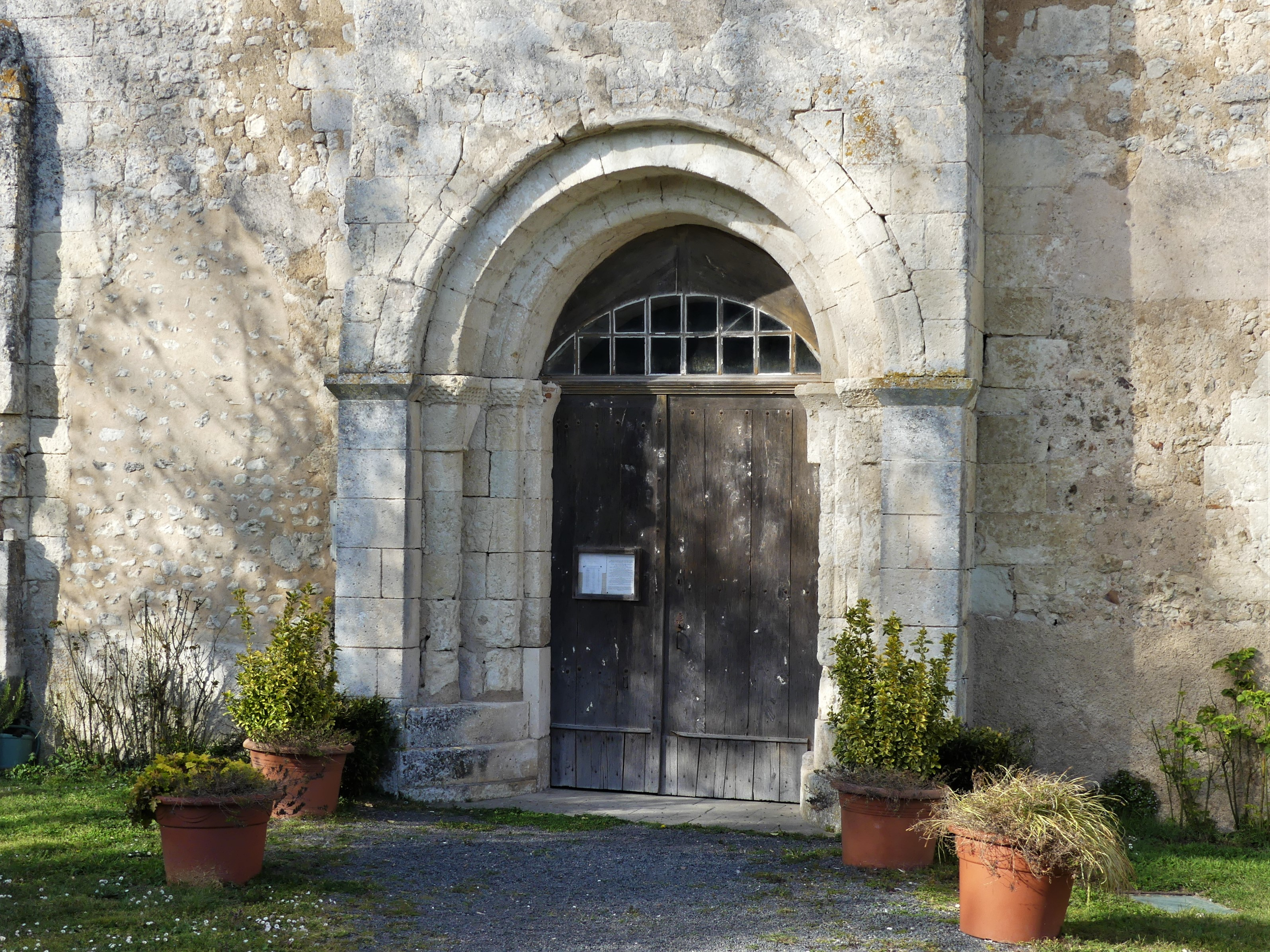
Son portail.
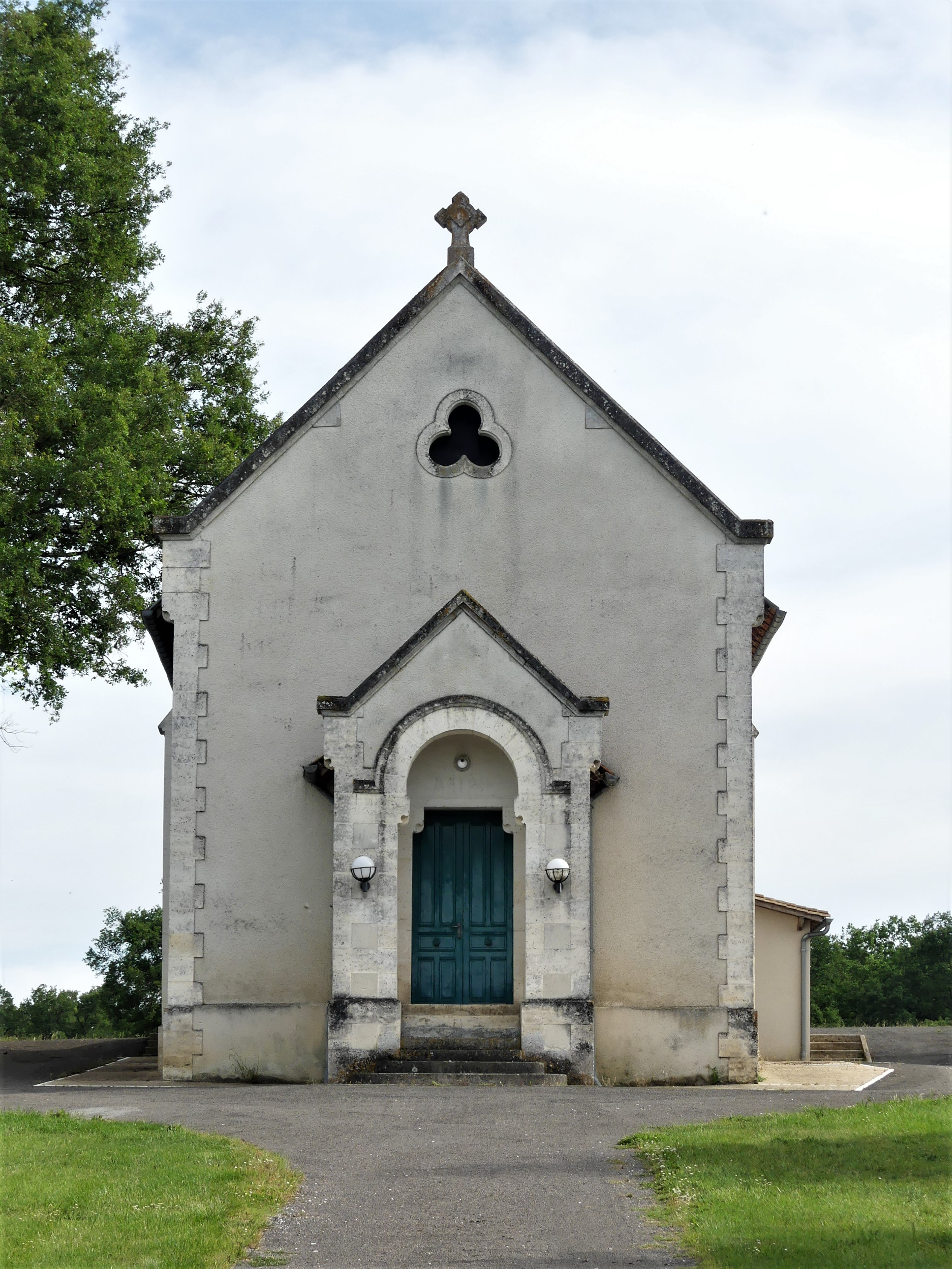
L'ancien temple protestant.
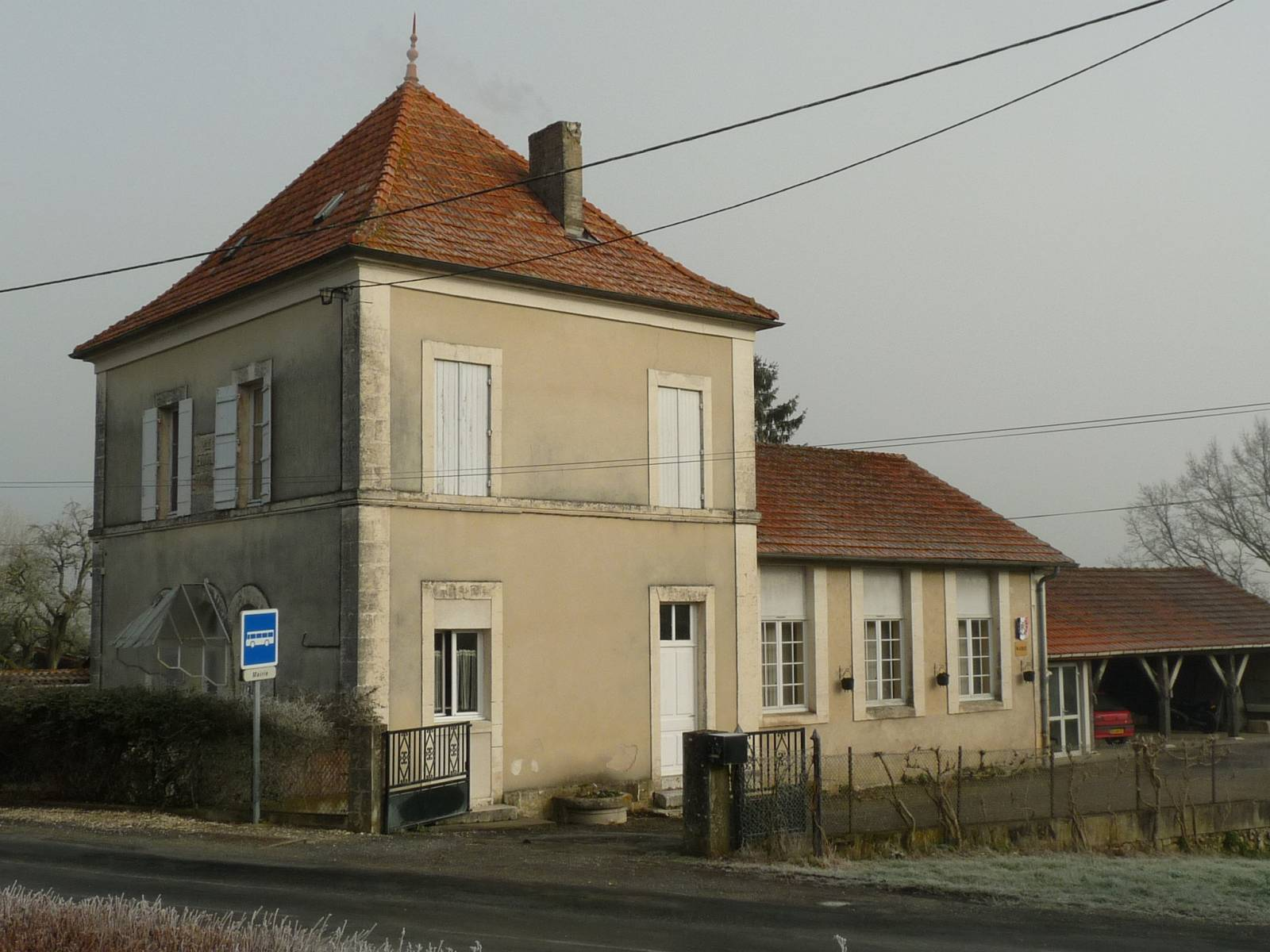
L'ancienne mairie et école communale.
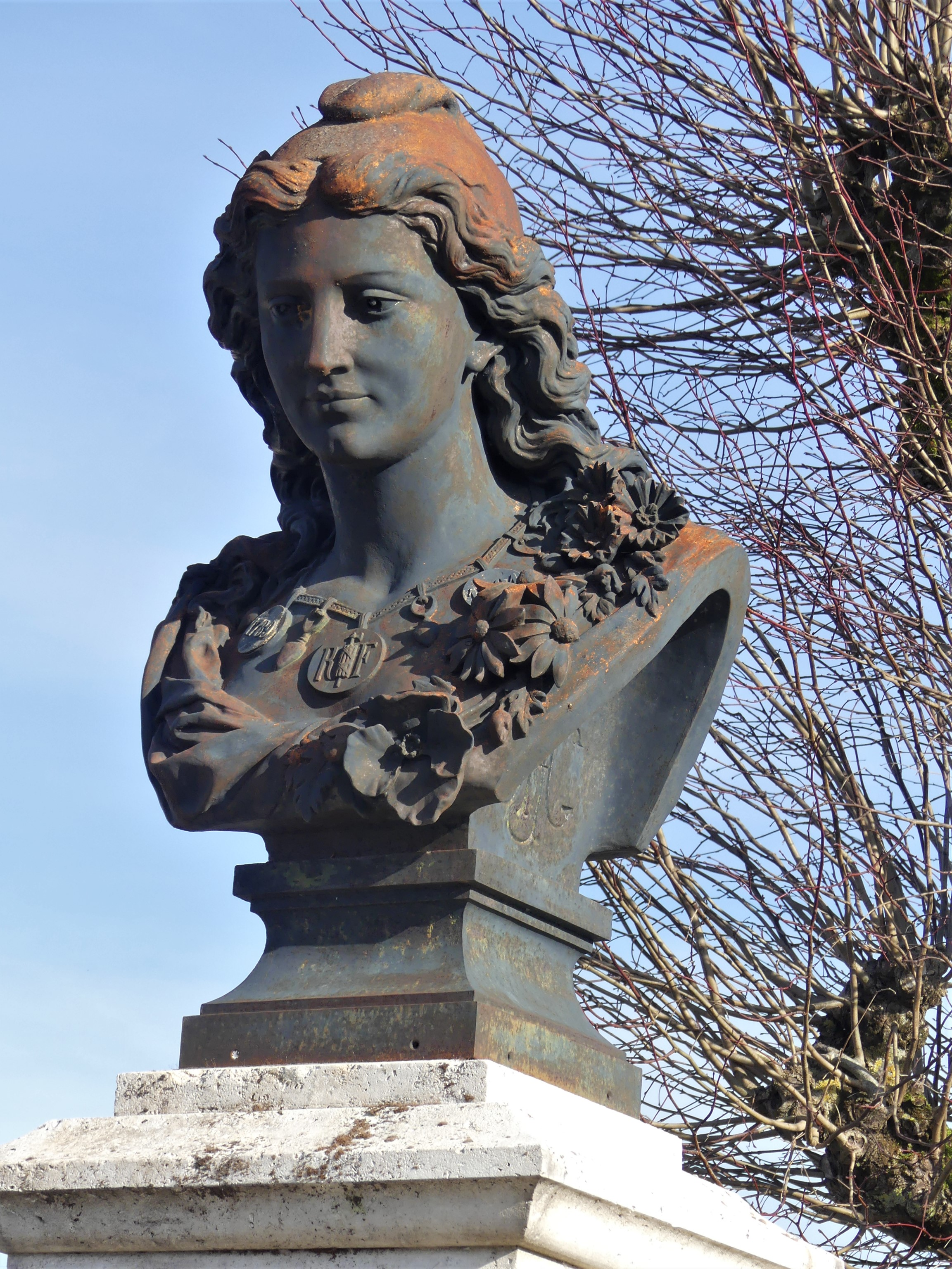
Buste de Marianne face à l'ancienne école.
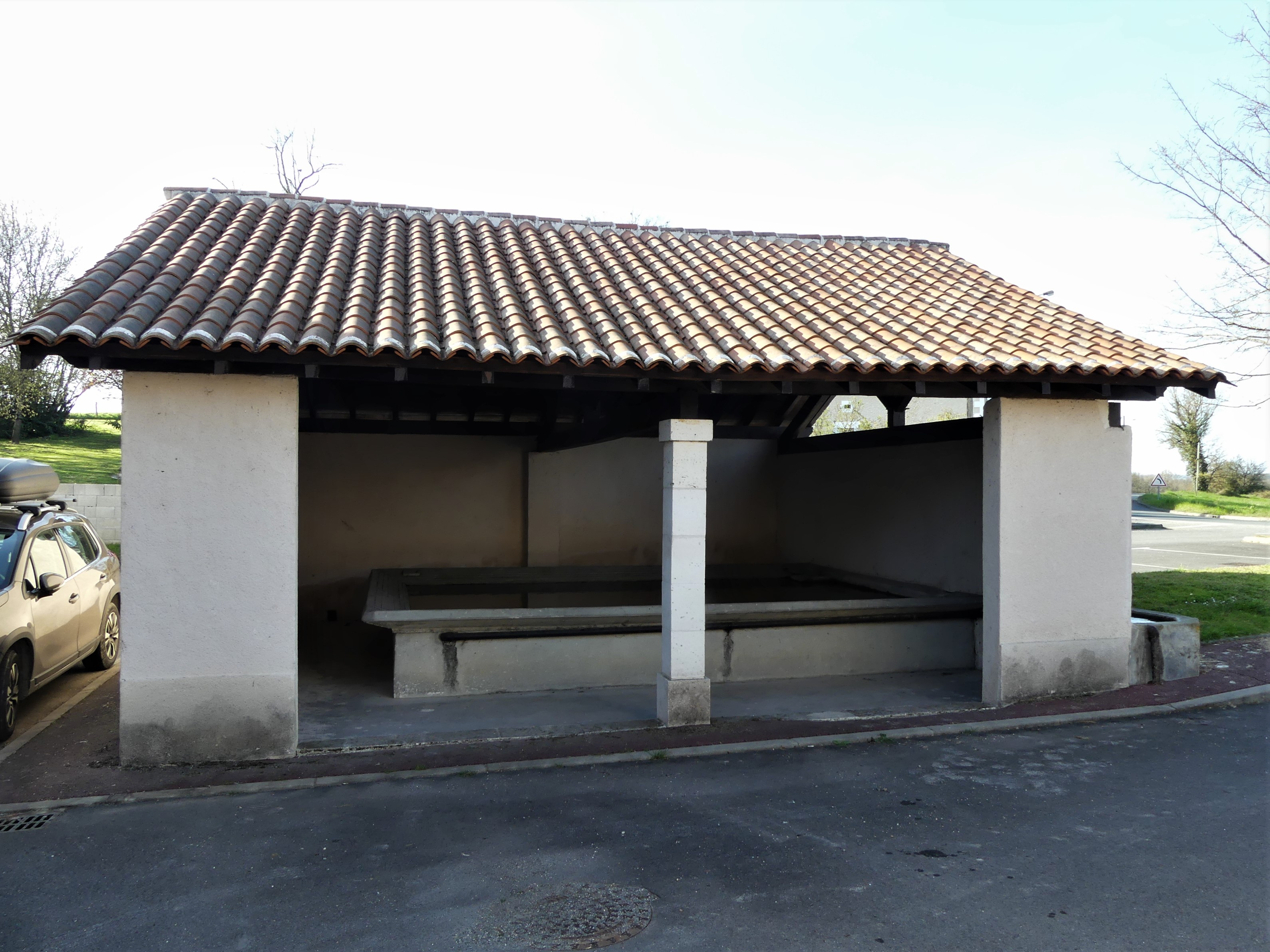
Lavoir à côté de la mairie.

## Pour approfondir